# Betiana Blum
Betty Ana Blum Flores (Charata, Chaco; 24 de juliol de 1939) coneguda artísticament com a Betiana Blum és una actriu i directora teatral argentina.

## Biografia
Nascuda a la província del Chaco, va decidir establir-se a Buenos Aires per estudiar Lletres, però un cop allà va decidir dedicar-se a l'actuació. Va iniciar la seva carrera com a actriu el 1964 a Sombras en el Cielo, de Juan Berend, a mitjans dels anys 1960 va romandre a la televisió participant en el cicle Nostra galleguita. Fou en aquest mitjà que es va consagrar a Rosa...de lejos, que es va portar al cinema.
Va participar en 30 pel·lícules, entre elles La sartén por el mango, Bodas de cristal, Un mundo de amor, Los Irrompibles y Bajo bandera, entre d'altres. Per la seva interpretació a La sartén por el mango va ser triada Revelació Femenina el 1972, i va complir els seus millors rols a Atrapadas, Esperando la Carroza, De eso no se habla y Convivencia. El 1972 va realitzar un breu rol per a Malevo, emès per Canal 9, que es va mantenir a l'aire durant dos anys. Va començar fent personatges dramàtics a sèries taquilleres com Juana rebelde, el 1978, amb guions d'Abel Santa Cruz.
Es va consagrar durant els anys 1980 intervenint en tots els mitjans. El 1980 va tenir un paper a l'obra de teatre "Homenaje" de Bernard Slade protagonitzada per Pepe Soriano, Fernanda Mistral i Elsa Berenguer. També va participar en obres com El rehén, Camaralenta, Camino Negro, La gaviota, etc. A la televisió participà en cicles com Atreverse, Alta comedia i Situación Límite. El 1990 li va arribar un èxit teatral "Nosotras que nos queremos tanto" al costat de Mirtha Busnelli, Fernanda Mistral, i Alicia Zanca en el teatre Lorange, també portada a Mar del Plata. A mitjan dècada de 1990 va intervenir en Alta Comèdia amb Arturo Bonín i aRicos y famosos, amb Natalia Oreiro. Ambdues van ser transmeses diverses vegades amb diferents repartiments al llarg dels anys.
La seva primera feina exitosa a la dècada del 2000 va ser a Soy gitano, on va tenir de galant a Osvaldo Laport i la va acompanyar un gran repartiment. Gran actriu de repartiment en comèdia, va participar en Mujeres asesinas amb Ana María Soba, cicle de terror patrocinat per Pol-Ka Produccions. El 2007 va intervenir a la comèdia Els contes de Fontanarrosa, amb la que va guanyar un premi Martín Fierro l'any següent. Per Telefé, va interpretar a una àvia en l'excel·lent programa Televisión por la identidad, basada en els fets ocorreguts durant l'última Dictadura Militar entre 1976 i 1983, que va rebre entre d'altres, un premi Emmy a la Millor Mini-Sèrie. El 2008 va guanyar un premi Còndor de Plata com a Millor Actriu de Repartiment per la seva labor a Tocar el Cielo. El 2009 va estrenar la segona part d'Esperando la Carroza, que havia obtingut un èxit rotund a mitjan anys 1980; no obstant això en aquesta seqüela no es va mantenir el repartiment anterior i no va tenir molta popularitat ni èxit a taquilla i de crítica.
El 2009 i a principis de l'any 2010 va actuar a televisió a <i id="mwTA">Valientes</i>, al costat de Julieta Díaz, Luciano Castro i Arnaldo André, interpretant a l'Argentina Pròspera Varela, una dona que tot i la mala sort, té bon humor. Integra al personatge una manera de fer obsessiva i graciosa, que la destaca. A finals de 2009 i principis de 2010, a més de dur-se a terme la telenovel·la per Canal 13 que va arribar a aconseguir 30 punts d'índex d'audiència, en el Teatre Amèrica de Mar del Plata està la temporada teatral de Valentes, que només manté una part del repartiment original.
El 2011 va tornar a la televisió a Herederos de una venganza, treballant al costat de Luciano Castro i Romina Gaetani, on va interpretar a “Delícia Leiva”, una dona que viu en un poble i on la producció de vi ho és tot. Treballa a les vinyes i com a mestressa de casa, mare de Lucas i Mercedes Leiva.

## Filmografia
| Año  | Título                       | Personaje         | Notas                    |
| ---- | ---------------------------- | ----------------- | ------------------------ |
| 1964 | Sombras en el cielo          | Vendedora         | Cameo                    |
| 1966 | Un amor de clases            | Rosa              |                          |
| 1968 | Ella de mujer                | Mujer             | Cortometraje             |
| 1970 | Emboscada por la ley         | Cristina Urraga   |                          |
| 1972 | La sartén por el mango       | Lucy              |                          |
| 1974 | Muñequitas de medianoche     | Emilia            |                          |
| 1975 | Carmiña: Su historia de amor | Elvira            |                          |
| 1975 | Las procesadas               | Martina           |                          |
| 1975 | Bodas de cristal             | Carolina          |                          |
| 1975 | Los irrompibles              | Dorys Clayton     |                          |
| 1975 | Un mundo de amor             | Estela            |                          |
| 1976 | La noche del hurto           | Andrea            |                          |
| 1976 | El campo                     | Elisa             |                          |
| 1977 | Las turistas quieren guerra  | Alicia            |                          |
| 1977 | Un toque diferente           | Verónica          |                          |
| 1977 | Acto de posesión             | Aurora            |                          |
| 1980 | Rosa de lejos                | Teresa            |                          |
| 1981 | El patio                     | Amanda            | Película para televisión |
| 1984 | Juego perverso               | Victoria          |                          |
| 1984 | Atrapadas                    | Martina Cuellar   |                          |
| 1985 | Esperando la carroza         | Nora de Musicardi |                          |
| 1985 | Sin querer queriendo         | Elena             |                          |
| 1986 | Te amo                       | Barnarda "Coca"   |                          |
| 1986 | Los insomnes                 | Sandra            |                          |
| 1991 | El entretenedor              | Ana               |                          |
| 1993 | Convivencia                  | Aurora            |                          |
| 1993 | De eso no se habla           | Madama            |                          |
| 1995 | Las soltera                  | Lucía             |                          |
| 1997 | Bajo bandera                 | Bonaveda          |                          |
| 1997 | Momentos robados             | Carina            |                          |
| 1997 | Noche de ronda               | Laura             |                          |
| 1999 | El secreto de los Andes      | Madre de Lola     |                          |
| 1999 | Esa maldita costilla         | Rosa              |                          |
| 1999 | El mar de Lucas              | Ana               |                          |
| 2001 | El vestido de terciopelo     | Malvina           | Película para televisión |
| 2004 | Arkin                        | Amparo            | Cortometraje             |
| 2005 | Reinas                       | Ofelia            |                          |
| 2006 | Ciudad en celo               | Marta             |                          |
| 2007 | Tocar el cielo               | Gloria            |                          |
| 2009 | Esperando la carroza 2       | Nora de Musicardi |                          |
| 2011 | Road July                    | Silvia            |                          |
| 2012 | Extraños en la noche         | Susana            |                          |
| 2012 | Otro corazon                 | Julia             |                          |
| 2014 | Las chicas del 3º            | Celia             |                          |
| 2014 | La serpiente                 | Flora             | Cortometraje             |
| 2016 | Un hada                      | Lilia             | Cortometraje             |
| 2018 | Perdiendo el control         | Mercedes          |                          |
| 2018 | Todavía                      | Aralia            |                          |
| 2019 | El día que me muera          | Dina              |                          |
| 2019 | Shalom Taiwán                | Roxana            |                          |
| 2020 | Corazón loco                 | Amatista          |                          |
| 2021 | Mientras estes               | Nancy             |                          |
| 2022 | Matrimillas                  | Alicia            |                          |
| 2022 | Lennons                      | Margarita         |                          |
| 2023 | Los bastardos                | Margarita Ríos    |                          |
| 2023 | Kiribati                     | Martha            |                          |
| 2023 | Video Seis                   | Mara              |                          |

## Teatre
| Any       | Títol                   |
| --------- | ----------------------- |
| 1968      | Tentempié               |
| 2012-2013 | Humors que maten        |
| 2017      | La meva família és així |
| 2018      | La pipa de la pau       |
| 2018-2019 | Mentides intel·ligents  |
| 2023      | Coqueluche              |

| Año       | Título                           | Personaje                                                 |
| --------- | -------------------------------- | --------------------------------------------------------- |
| 1960      | Monte-Hermoso                    | Verónica                                                  |
| 1960      | Doctores y Doctoras              | Juana                                                     |
| 1961      | Los 7 locos y los lanzallamas    | María                                                     |
| 1962      | Dulce Angel                      | Nicole Medrano                                            |
| 1962      | La historia antigua              | Cecilia                                                   |
| 1963      | Los millonarios                  | Lucía Castellano                                          |
| 1963      | La bella y la bestia             | Gabriela Pérez Montenegro                                 |
| 1964      | Abismo de olvido                 | Norma Tovar                                               |
| 1965      | Historias de entrecasa           | Beatriz                                                   |
| 1965      | Su comedia favorita              | Varios                                                    |
| 1965      | Cinco pisos en las nubes         | Rosario Perdice                                           |
| 1965      | Rebelion escolar                 | Elena Olivan                                              |
| 1966      | Historias inquietantes           | Varios                                                    |
| 1966      | Cuatro hombres para Eva          | Leticia                                                   |
| 1966      | Griselda, la gitana rubia        | Ruth Blanco                                               |
| 1967      | La familia Mores                 | Angela Mores                                              |
| 1969      | Ave de Fe                        | Virginia Valdés                                           |
| 1969      | Nuestra galleguita               | Elvira Giordano                                           |
| 1970      | Historias para no creer          | Marisa                                                    |
| 1970      | Los parientes de la galleguita   | Elvira Garnica                                            |
| 1970      | La historia de Elvira            | Elvira Garnica                                            |
| 1970      | Corazon Salvaje                  | Azucena de Montenegro                                     |
| 1971      | La comedia del domingo           | Varios                                                    |
| 1971      | Uno entre nosotros               | Mariana Allen                                             |
| 1971      | Hospital Privado                 | Dra. Pamela Soria                                         |
| 1971      | Los canteros                     | Erika Isubaki                                             |
| 1972      | La Fiera                         | Isabel Contreras                                          |
| 1972-1973 | Malevo                           | Mujer del barco                                           |
| 1972-1973 | Mi dulce enamorada               | Clara García                                              |
| 1972-1973 | Cacho de la esquina              | Laura                                                     |
| 1972-1973 | Carmiña                          | Elvira                                                    |
| 1973      | Alta comedia                     | Sofía "Ep: Mayerling"                                     |
| 1973      | El teatro de Norma Aleandro      | Varios                                                    |
| 1973      | El hogar que yo robe             | Amelia Samaniego / Andrea Velarde de Aguilar              |
| 1974      | El teatro de Jorge Salcedo       | Secretaria "Ep: Carlos Vergara, escritor"                 |
| 1974      | Cachilo                          | Nora                                                      |
| 1975      | Alta comedia                     | Ana "Ep: El mal amor"                                     |
| 1975      | Dos hermanas                     | Leticia Altamira Najera                                   |
| 1975      | Sembraderos                      | Rocío Fúnes                                               |
| 1976      | Los años pasados                 | María Santos "María T"                                    |
| 1976      | Recordar los años                | María Santos "María T"                                    |
| 1977      | Flor de barro                    | Viviana Miguenz vda de Peña                               |
| 1978      | Juana rebelde                    | Lucrecia                                                  |
| 1978      | Cita con la muerte               | Marcia                                                    |
| 1978      | El combate                       | Silvia                                                    |
| 1979      | Se necesita una ilusión          | Mónica                                                    |
| 1979-1980 | Profesión, ama de casa           | Luciana Rosso                                             |
| 1980-1981 | Rosa de lejos                    | Teresa                                                    |
| 1981      | Los especiales de ATC            | Lucía "Ep: Proceso a Jesús"                               |
| 1981      | Los especiales de ATC            | Milagros "Ep: Proceso a cuatro monjas"                    |
| 1981-1982 | Lo imperdonable                  | Alejandra Plaza de Fonseca / Andrea Rivarola              |
| 1982      | Las 24 horas                     | Laura "Ep: Antes del año nuevo"                           |
| 1982      | Las 24 horas                     | Karina "Ep: Antes del Sorteo"                             |
| 1982      | Situación límite                 | Varios                                                    |
| 1984      | Así o asá                        | Varios                                                    |
| 1984      | Compromiso                       | Zulma "Ep: Los que no saben llorar"                       |
| 1985      | Mañana sera un dia mejor         | Gabriela Cebaños                                          |
| 1985      | Juana Iris                       | Olga                                                      |
| 1986      | Éramos tan jóvenes               | Irene Díaz                                                |
| 1986      | Frente al sol                    | Soledad "Chole" Buenrostro                                |
| 1987      | Despues del atardecer            | Soledad "Chole" Buenrostro                                |
| 1987      | Ficciones                        | Amelia "Ep: Las ratas"                                    |
| 1987      | Vínculos                         | Esther                                                    |
| 1987      | Cuatro Princesas                 | Mariana Montero Arango                                    |
| 1987      | Apuestas por amor                | Adelina vda de Flores                                     |
| 1988      | Plomera de mi barrio             | Betiana Cruz                                              |
| 1989      | Por amor al arte                 | Marta Larrosa                                             |
| 1990      | Atreverse                        | Varios                                                    |
| 1990      | La bonita pagina                 | Ella misma (cameo)                                        |
| 1991      | Amor de pura sangre              | Claudia Valencia vda de Duran                             |
| 1991      | 1000 sentimientos                | Dolores Claus de Vargas                                   |
| 1992      | Amores                           | Varios                                                    |
| 1992      | Teatro como en el teatro         | Varios                                                    |
| 1992      | De cuerpo y alma                 | Jimena de Albarran                                        |
| 1993-1996 | Alta comedia                     | Varios                                                    |
| 1993      | Diosas y Reinas                  | Gala                                                      |
| 1994      | El vuelo del águila              | Mónica Ocampo                                             |
| 1996      | Verdad consecuencia              | Josefina                                                  |
| 1997      | Ricos y famosos                  | Emilia                                                    |
| 1997      | Sueltos                          | Eleonora                                                  |
| 1999-2001 | Campeones de la vida             | Clelia D’Alessandro                                       |
| 2001      | Tiempo final 2                   | Delia "Ep: Taxiboys"                                      |
| 2001      | Las amantes                      | Andrea                                                    |
| 2001      | Cuentos de películas             | Romina                                                    |
| 2002      | Poné a Francella                 | Paciente en Cuidado hospital                              |
| 2003      | Soy gitano                       | Alba Esther Soto                                          |
| 2004-2005 | Los secretos de papá             | Eloísa Reyes                                              |
| 2005      | Mujeres asesinas                 | Ana María Soba "Ep7: Ana María Soba, heredera impaciente" |
| 2005      | Mujeres asesinas                 | Luisa "Ep21: Carmen, hija"                                |
| 2006      | Amo de casa                      | Paulina "Patita"                                          |
| 2006      | Un cortado, historias de café    | Inés                                                      |
| 2007      | Los cuentos de Fontanarrosa      | Amalia                                                    |
| 2007      | Televisión por la identidad      | Celia "Ep3: Nietos de la esperanza"                       |
| 2009-2010 | Valientes                        | Argentina Prospera Varela / de Gómez-Acuña                |
| 2010      | Para vestir santos               | Gloria                                                    |
| 2011-2012 | Herederos de una venganza        | Delicia Leiva                                             |
| 2012      | Graduados                        | Nanú "Mamita" Arregui                                     |
| 2013      | Mi viejo verde                   | Mónica Galindo                                            |
| 2014      | <i id="mwA8Y">Camino al amor</i> | Amanda Rossi                                              |
| 2016-2020 | Si solo si                       | Estela                                                    |
| 2017      | Quiero vivir a tu lado           | Graciela de Justo                                         |
| 2022      | El buen retiro                   | Julieta                                                   |

| Any  | Títol              | Canal | Rol        |
| ---- | ------------------ | ----- | ---------- |
| 2005 | Afectos especiales | TVP   | Conductora |

| Any  | Vídeo          | Rol              | Artista         |
| ---- | -------------- | ---------------- | --------------- |
| 2022 | Amor passatger | Mare de la núvia | Sebastián Yatra |

| Año  | Premio                           | Categoría                                     | Programa                                            | Resultado |
| ---- | -------------------------------- | --------------------------------------------- | --------------------------------------------------- | --------- |
| 1991 | Premio Konex - Diploma al Mérito | Actriz de Comedia Cine y Teatro               | Período 1981-1990                                   | Ganadora  |
| 2001 | Premio Martín Fierro             | Actriz de reparto                             | Campeones de la vida                                | Ganadora  |
| 2004 | Premio Martín Fierro             | Actriz de reparto                             | Soy gitano                                          | Nominada  |
| 2005 | Premio Martín Fierro             | Actriz de reparto en Comedia                  | Los secretos de papá                                | Nominada  |
| 2008 | Premio Martín Fierro             | Actriz Protagonista de Unitario y/o Miniserie | Televisión por la identidad Cuentos de Fontanarrosa | Nominada  |
| 2010 | Premio Martín Fierro             | Actriz Protagonista de Novela                 | <i id="mwBC4">Valientes</i>                         | Nominada  |
| 2011 | Premio Martín Fierro             | Actriz de reparto                             | <i id="mwBDU">Para vestir santos</i>                | Ganadora  |
| 2013 | Premio Martín Fierro             | Participación Especial en Ficción             | Graduados                                           | Nominada  |